# 제이 존스 (정치인)
제럴드 C.C. "제이" 존스(Jerrauld C.C. "Jay" Jones, 1989년 3월 14일 ~ )는 미국의 정치인이다.

## 학력
- 윌리엄 & 메리 칼리지 인문사회 학사
- 버지니아 대학교 법무박사

## 경력
- 2018.01 ~ 2021.12 제160·161대 버지니아주 제89선거구 하원의원

## 역대 선거 결과
| 선거명      | 직책명                         | 대수  | 정당   | 득표율 | 득표수   | 결과 | 당락                 |
| ----------- | ------------------------------ | ----- | ------ | ------ | -------- | ---- | -------------------- |
| 2017년 선거 | 하원의원 (버지니아 제89선거구) | 160대 | 민주당 | 84.49% | 16,541표 | 1위  | 버지니아 주의원 당선 |
| 2019년 선거 | 하원의원 (버지니아 제89선거구) | 161대 | 민주당 | 96.18% | 14,398표 | 1위  | 버지니아 주의원 당선 |
| 2021년 선거 | 하원의원 (버지니아 제89선거구) | 162대 | 민주당 | 79.85% | 17,450표 | 1위  | 버지니아 주의원 당선 |
| 2025년 선거 | 버지니아 법무장관              | 대    | 민주당 | 0%     | 표       | 위   |                      |

## 참고 자료
- 위키미디어 공용에 제이 존스 관련 미디어 분류가 있습니다.